# 常养蒙
常养蒙，甘肃灵州（今宁夏灵武）人，是一名清朝政治人物。
常养蒙曾于1781年接替林培选任崇明县知县一职，1782年由张感熊接任。